# Zittauer BC
Zittauer BC was een Duitse voetbalclub uit de stad Zittau, Saksen.

## Geschiedenis
De club werd op 5 augustus 1909 opgericht als Zittauer Ballspiel-Klub. De club was aangesloten bij de Midden-Duitse voetbalbond en speelde vanaf 1911 in de competitie van Opper-Lausitz, die in de beginjaren door Budissa Bautzen gedomineerd werd. In 1919 werd de competitie ondergebracht als tweede klasse van de Kreisliga Ostsachsen. In de praktijk speelden enkel clubs uit Dresden in deze competitie en Zittau speelde zo in de tweede klasse. In 1922 werd de club kampioen en verloor de promotie-finale tegen Radebeuler BC 08. In 1923 won de club wel de promotiefinale en zou naar de Kreisliga promoveren, maar deze werd ontbonden en de Opper-Lausitzse competitie werd als Gauliga heringevoerd als hoogste klasse. De club werd meteen kampioen en plaatste zich voor de Midden-Duitse eindronde, waar ze verloren van SV Brandenburg 1901 Dresden. Het volgende seizoen eindigde de club samen met Budissa eerste, maar kon via de titelfinale alsnog kampioen worden. In de eindronde werden ze met 1-9 verslagen door Guts Muts Dresden. Na een teleurstellende zesde plaats werd de club vier keer op rij kampioen, en verloor elk jaar opnieuw in de eerste ronde van de eindronde. De volgende drie jaar eindigde de club in de subtop. 
Na 1933 werd de competitie in Duitsland grondig geherstructureerd. De Gauliga Sachsen werd nu de hoogste klasse en de clubs uit Opper-Lausitz werden hier niet voor geselecteerd. Als vierde in de stand kwalificeerde de club zich ook niet voor de Bezirksklasse en bleef in de Opper-Lausitzse competitie, die als Kreisklasse nog maar de derde klasse was. 
De club slaagde er niet meer in te promoveren naar de Gauliga. Na de Tweede Wereldoorlog werden alle Duitse voetbalclubs ontbonden. De club werd net als rivaal BC Sportlust niet meer heropgericht.

## Erelijst
Kampioen Opper-Lausitz
1924, 1925, 1927, 1928, 1929, 1930